# ピクトチャット
ピクトチャット（英語: PictoChat）は、任天堂の携帯型ゲーム機、ニンテンドーDS・ニンテンドーDS Lite・ニンテンドーDSi・ニンテンドーDSi LLに内蔵されている機能のひとつである。

## 概要
ニンテンドーDS最大の特徴である「タッチスクリーン」を利用し、自由に絵や文字を書いて、DSワイヤレスプレイにより他のDSシリーズ本体へ送受信する事ができる。また、他の人が書いたものをコピーし、書き加えたり書き込んだりして送信することも可能。
1台のDSの周辺には最大で16人が参加可能なチャットルームが4つあり、参加者はその4つのいずれかに入ることによって周囲の人と会話をすることができる。下画面のタッチパネルがキーボードとなっており、それで文字を入力したり絵を描いたりして送信することで会話を行う。日本語（かな文字のみ）の他、英語・ドイツ語・フランス語・スペイン語・イタリア語で会話をすることも可能。
ニンテンドーDSiではレインボー色で絵を描くことができ、DSiから送信された色付きの絵は、ニンテンドーDS・ニンテンドーDS Liteが受信してもカラー表示され、コピーすることもできる。
元々は本体内蔵ではなく、別売のソフトとなる予定だった。そのためか、ピクトチャットの説明書が本体説明書とは別に存在する。
ニンテンドー3DS以降の携帯型ゲーム機には内蔵されていない。ただし、後述の『DS楽引辞典』などのピクトチャットを使用することは可能。『いつの間に交換日記』はピクトチャットのシステムを使っている後継である。

## その他
- 一部のDSソフトでは、ピクトチャットの強化版ともいえるようなチャット機能が搭載されている。
  - 『DS楽引辞典』はソフトにピクトチャットが内蔵され、難しい漢字（ヨメナ語）を他のDSのピクトチャットに送ることができる。後に発売された改良版『漢字そのまま DS楽引辞典』では、手書き入力で漢字を混ぜた文章を送れるようになった。
  - 『だれでもアソビ大全』では、様々なカラーのペンを使用できるチャット機能がある。
- 『大乱闘スマッシュブラザーズX』、『大乱闘スマッシュブラザーズ for Nintendo 3DS』、『大乱闘スマッシュブラザーズ SPECIAL』では、この機能をモチーフとしたステージが登場する。ピクトチャットで描かれたような絵が地形となったり仕掛けになったりするユニークなステージである。BGMとして｢ピクトチャット｣のSEで構成した楽曲も作曲されている。
- 2008年には、この「ピクトチャット」を活用した「鬼ごっこ」を行う子供達も現れている[1]。